# Église Saint-Remi d'Olizy
Pour les articles homonymes, voir Église Saint-Rémi et Saint-Rémi.
L'église d'Olizy est une église catholique dédiée à Remi de Reims, située dans la Marne, en France.

## Localisation
L'église est située dans le département français de la Marne, sur la commune d'Olizy.

## Historique
L'édifice est bâti au XIIe siècle puis remanié à plusieurs reprises jusqu'au XVe siècle. Il est classé monument historique.

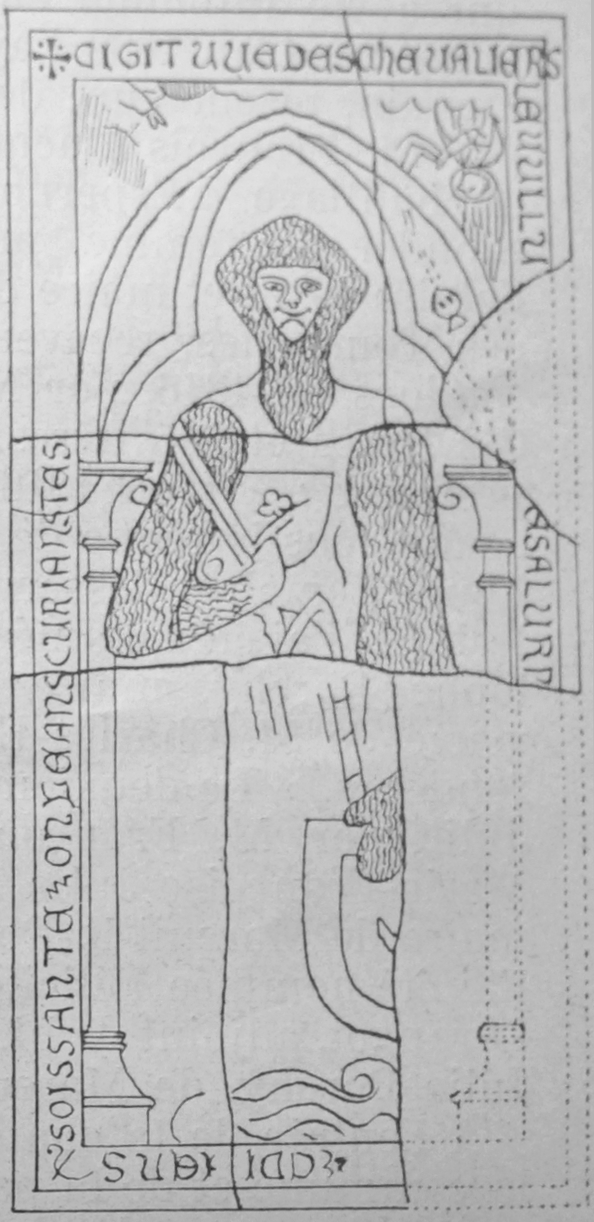
Relevé du gisant d'un chevalier.